# Acanthurus sohal
Acanthurus sohal, conhecido como cirurgião-de-sohal, é um peixe do gênero Acanthurus. É endêmico do Mar Vermelho que cresce a 16 polegadas em estado selvagem. Suas notáveis listas horizontais azuis e brancas, tornou o que muitos considerem o 'peixe cartaz' ao meio ambiente dos recifes do Mar Vermelho. É um peixe de aquário valorizado.